# ستيف بريسكوت (ممثلة)
ستيف بريسكوت (بالإنجليزية: Stef Prescott)‏ هي عارضة وممثلة أمريكية، ولدت في 29 مارس 1991 في سياتل في الولايات المتحدة.

## وصلات خارجية
- ستيف بريسكوت على موقع IMDb (الإنجليزية)
- ستيف بريسكوت على موقع قاعدة بيانات الفيلم (الإنجليزية)